# 13620 Moynahan
13620 Moynahan è un asteroide della fascia principale. Scoperto nel 1995, presenta un'orbita caratterizzata da un semiasse maggiore pari a 3,2156446 UA e da un'eccentricità di 0,0329069, inclinata di 4,04169° rispetto all'eclittica.